# Sin Yong-nam
Sin Yong-nam (* 23. Januar 1978) ist ein nordkoreanischer Fußballspieler.

## Karriere
Sin tritt international als Spieler der Sportgruppe Amrokgang in Erscheinung, dem Klub des Ministeriums für Staatssicherheit.
Der Mittelfeldakteur spielte in der Qualifikation zur Weltmeisterschaft 2006 sieben Mal für die nordkoreanische Nationalelf. Zuletzt absolvierte Sin im Juni 2007 für das Nationalteam in der Qualifikationsrunde zur Ostasienmeisterschaft 2008 mehrere Partien. 2010 gewann er mit einer nordkoreanischen B-Auswahl den AFC Challenge Cup und schaffte damit die Qualifikation für die Asienmeisterschaft 2011.
2009 gehörte er bei den Ostasienspielen 2009 zum nordkoreanischen Olympiaaufgebot (U-23) und belegte dort nach zwei verlorenen Elfmeterschießen den vierten Rang.